# Abyssobrotula galatheae
Abyssobrotula galatheae ist ein Tiefseefisch aus der Familie der Bartmännchen (Ophidiidae). Er lebt weltweit in tropischen und subtropischen Regionen aller Ozeanen zwischen 46°N und 48°S. Sein Lebensraum ist der Abyssal und Hadal in Tiefen unterhalb von 3100 Metern. Ein Exemplar von Abyssobrotula galatheae, das in einer Tiefe von 8370 Meter im Puerto-Rico-Graben gesammelt wurde, galt bis zur Entdeckung von Pseudoliparis swirei aus der Familie der Scheibenbäuche (Liparidae) als der tiefste Fischfund. Allerdings war das Exemplar bereits tot und somit ist nicht klar, ob der Fisch tatsächlich dort gelebt hat. Ein weiterer Fisch, der nachweislich in der größten Meerestiefe lebt, ist Pseudoliparis amblystomopsis, der in einer Tiefe von 7700 Meter im Japangraben gefilmt wurde.

## Merkmale
Abyssobrotula galatheae wird 16,5 cm lang. Wie alle Bartmännchen hat er einen langgestreckten Körper, der hinten seitlich abgeflacht und von einem Flossensaum aus zusammengewachsener Rücken-, Schwanz- und Afterflosse umgeben ist. Der Kopf ist kurz und nach unten gerichtet, das Maul unterständig, die Schnauze geschwollen. Die Augen sind klein. Auf den Kiemendeckeln sitzt ein wenig entwickelter Dorn. Die vorderen Kiemenbögen verfügen über acht bis elf Kiemenreusenstrahlen. Abyssobrotula galatheae hat paarige Zahnplatten auf der Basibranchiale (Knochen an der Basis des Kiemenbogens). Die Brustflossen werden von zehn bis elf Flossenstrahlen gestützt, die kehlständigen Bauchflossen sind bis auf zwei Flossenstrahlen reduziert. Die Anzahl der Wirbel im Abdomen beträgt 18 bis 21.

## Lebensweise
Abyssobrotula galatheae ist selten und seine Lebensweise unbekannt. Es wird angenommen, dass er, ähnlich wie andere ovipare Bartmännchen, pelagische Eier legt, die von einer gelatinösen Masse zusammengehalten werden.